# Herb Olszyny
Herb Olszyny – jeden z symboli miasta Olszyna i gminy Olszyna w postaci herbu. Herb został nadany uchwałą Rady Gminy Olszyna nr VIII/76/97 w 1997.

## Wygląd i symbolika
Herbem jest tarcza herbowa dwudzielna w słup. W polu heraldycznie prawym przedstawiono ułożone obok siebie i ustawione pionowo deski. Pole heraldycznie lewe jest trójdzielne w pas, pola (kolejno od góry) mają barwy: czerwoną, białą i zieloną. Na tym tle umieszczono centralnie drzewo olchy z zielonymi liśćmi. W dolnej części herbu znajduje się rysunek piły, na której umieszczono zapisaną drukowanymi stylizowanymi literami nazwę miasta: OLSZYNA. 
Symbolika herbu nawiązuje do początków Olszyny, powstałej jako osada utworzona przez niemieckich kolonistów w celu produkcji drewna z miejscowego surowca. Drzewo olchy nawiązuje do nazwy miasta. Znaczenie barw: czerwień symbolizuje siłę i odwagę, biel - czystość, w tym przypadku czyste środowisko, natomiast zieleń symbolizuje rolnictwo i położenie wśród lasów.